# Фёдоров, Василий Фёдорович (хозяйственник)
Василий Фёдорович Фёдоров (25 декабря 1906, Ермолино — 4 марта 1965, Москва) — заместитель председателя Государственного комитета по чёрной и цветной металлургии при  Госплане СССР, председатель Центрального правления НТО цветной металлургии, главный редактор «Горного журнала».

## Биография
Василий Федорович родился в 1906 году в селе Ермолино Максатихинского района Калининской области в семье крестьян. Свою трудовую деятельность в семнадцать лет рабочим-строителем.
В 1927 года поступил в Ленинградский горный институт и окончив его в 1931 году на всегда связал свою судьбу с цветной металлургией. Начав с должности инженера-проектировщика в Гипроцветмете, затем продолжил работу начальником сектора треста «Алтайцветметзолото», главным инженером Иртышского горно-металлургического комбината, главным инженером и начальником строительства Белоусовского медно-свинцового комбината, директором комбината «Северникель» и в течение одиннадцати лет — начальником Главникелькобальта и Главцинксвинца Министерства цветной металлургии СССР.
В 1954 году В. Ф. Федоров назначен первым заместителем министра цветной металлургии Казахской ССР.
В 1956 году министром цветной металлургии Казахской ССР, а с марта 1958 года и до последнего дня своей жизни возглавлял редакцию и редакционную коллегию «Горного журнала». под его руководством журнал усилил борьбу а технический прогресс в горнорудной промышленности, значительно пополнил свой авторский актив работниками рудников и обогатительных фабрик чёрной и цветной металлургии.
С 1961 года Василий Федорович находился в республике Куба — на посту Советника Министра промышленности.
С июля 1963 года был назначен заместителем Председателя Государственного комитета по чёрной и цветной металлургии при Госплане СССР. Скоропостижно скончался в Москве 4 марта 1965 года.
За заслуги перед Родиной Василий Федорович Федоров был награждён тремя орденами Трудового Красного Знамени, орденом Красной звезды и пятью медалями.
Умер 4 марта 1965 года в Москве. Похоронен на Новодевичьем кладбище.